# I Still Haven’t Found What I’m Looking For
I Still Haven’t Found What I’m Looking For – ballada rockowa irlandzkiej grupy U2, pochodząca z jej wydanego w 1987 roku albumu, The Joshua Tree. Została wydana jako drugi singel promujący tę płytę. Utwór znalazł się na pierwszym miejscu listy Billboard Hot 100. Była to druga piosenka zespołu, która dotarła do aż tak wysokiego miejsca (pierwszą była „With or Without You”) w USA. Od tamtego czasu żadnemu nowemu utworowi grupy nie udało się zająć w Stanach Zjednoczonych pierwszej pozycji. Zmieniło się to dopiero w 2006 roku, kiedy single z albumu How to Dismantle an Atomic Bomb zdominowały notowania.
W 2004 utwór został sklasyfikowany na 93. miejscu listy 500. utworów wszech czasów magazynu Rolling Stone.

## Lista utworów
1. „I Still Haven’t Found What I’m Looking For” (4:37)
2. „Spanish Eyes” (3:16)
3. „Deep in the Heart” (4:31)

## Pozycje na listach przebojów
| Lista (1987)                     | Pozycja |
| -------------------------------- | ------- |
| UK Singles Chart                 | 6       |
| US Billboard Hot 100             | 1       |
| US Mainstream Rock Tracks        | 2       |
| US Hot Adult Contemporary Tracks | 16      |
| Kanada                           | 11      |